# Condado de Tishomingo
O Condado de Tishomingo é um dos 82 condados do estado norte-americano do Mississippi. A sede de condado é Iuka que é também a sua maior cidade.
O condado tem uma área de 1153 km² (dos quais 52 km² estão cobertos por água), uma população de 19 163 habitantes, e uma densidade populacional de 17 hab/km² (segundo o censo nacional de 2000). O condado foi fundado em 1836 e recebeu o seu nome a partir do chefe Tishomingo (c.1734-1838), líder da tribo de ameríndios Chickasaw.